# Cap-d'Ail
Cap-d'Ail (nome originario italiano Capo d'Aglio o Capodaglio) è un comune francese di 4 529 abitanti situato nel dipartimento delle Alpi Marittime della regione della Provenza-Alpi-Costa Azzurra.
In lingua occitana ed in dialetto nizzardo, per Georges Castellana, si dice Caup d'Alh ed i suoi abitanti lu capolhencs, secondo la norma classica, ovvero Cau d'Ai e lu Capouienc, secondo la norma mistraliana. Il dizionario Piccolo Larousse indica la pronuncia «Cabdail», annotata come [kabdaj], ma ci si può ben anche attenere a [kap daj].
Secondo alcuni l'etimologia del toponimo deriverebbe da Cap des Abeilles (letteralmente "Capo delle Api"): infatti le api sono presenti nello stemma del comune.

## Geografia fisica

### Territorio
Il territorio del comune era compreso nel comune di La Turbie, e pertanto in passato era considerato il limite occidentale della regione geografica italiana. Confina con il Principato di Monaco.
Cap-d'Ail possiede spiagge reputate per la loro bellezza naturale, ed anche un sentiero litoraneo, che costeggia una tipica vegetazione mediterranea. Il rilievo a scarpate della costa, caratteristica del bacino idrografico monegasco, fa tuffare il comune dalle pendici verticali della Tête de Chien fino alle cale selvagge delle spiagge della Mala.

## Storia
Il territorio dell'odierno comune di Cap-d'Ail, unitamente a quello di La Turbie, da cui è stato scorporato nel 1908, ha seguito fin dal 1388 con la Contea di Nizza, in cui era compreso, le vicende storiche prima della Contea di Savoia e del Ducato di Savoia, e poi dopo il Congresso di Vienna, dal 1815 al 1860, le sorti del Regno di Sardegna-Piemonte, per essere poi annesso nel 1860 alla Francia, con tutto il Nizzardo, dopo essere stato ceduto dal re Vittorio Emanuele II di Savoia all'Imperatore dei Francesi Napoleone III per il suo aiuto all'Unità d'Italia, nella seconda guerra d'indipendenza italiana del 1859.
La località abitata di Cap-d'Ail, che si chiamava Capodaglio o Capo d'Aglio nel toponimo originale storico italiano, nella Contea di Nizza e nel regno di Sardegna sino al 1860, prima della sua erezione a comune autonomo, quando aveva il nome di Turbia Marittima (La Turbie-sur-Mer), era lo sbocco marittimo del comune di Turbia, prima di distaccarsene nel 1908: la sua costituzione di Cap-d'Ail come comune a sé stante avvenne il 30 dicembre, quattro anni dopo quella del comune di Beausoleil.
Alla fine della Seconda guerra mondiale, Cap-d'Ail fu liberata il 3 settembre 1944.

## Infrastrutture e trasporti
Il comune è attraversato dalla strada dipartimentale RD6098, chiamata "bassa Cornice" e la RD6007, anticamente strada nazionale RN7, detta «media Cornice», oggi denominata Viale Principe Ranieri III di Monaco (Avenue Prince-Rainier-III-de-Monaco), sulla sua periferia settentrionale. In riva al mare, il sentiero litoraneo è un antico percorso riassestato di 3.600 metri, che congiunge le spiagge Mala e Marquet, passando dalla Punta dei Doganieri (Pointe des Douaniers).

## Società

### Evoluzione demografica
Abitanti censiti